# قري بين

## الموقع
يقع حوض قري بيّن ضمن حدود محمية الإمام عبد العزيز بن محمد الملكية، ومن الناحية الإدارية تشكل اراضي حوضه جزء من محافظة رماح في المملكة العربية السعودية. وتبدأ منابع قري بيّن عند خط طول 47.127028 درجة شرقا ودائرة عرض 25.207154 درجة شمالاً.

## قري بيّن
يستخدم مصطلح قَرِيُّ لتسمية بعض مجاري المياه في المملكة العربية السعودية، ويعرف القري في معاجم اللغة بأنه مجرى صغير تسيل المياه فيه من التلة إلى الروضة. وقري بيّن هو الرافد الرئيسي لوادي خويش العطشان، ويمتد موازيا له تقريبا في الشمال الغربي بمحاذاة وادي خويش الريان. ويصرف حوض قري بيّن منطقة جغرافية صغيرة نسبيا ومستطيلة وضيقة تمتد من الجنوب الغربي إلى الشمال الشرقي. ويقع حوض قري بيّن ضمن حدود محمية الإمام عبد العزيز بن محمد الملكية، ومن الناحية الإدارية تشكل اراضي حوضه جزء من محافظة رماح في المملكة العربية السعودية. وتبدأ منابع قري بيّن عند خط طول 47.127028 درجة شرقا ودائرة عرض 25.207154 درجة شمالا، وذلك من أرض مرتفعة نسبيا تمر فيها خطوط تقسيم المياه بين أحواض التصريف المتجاورة، وتقع منابعه بين حوض وادي خويش الريان وأعالي حوض وادي خويش العطشان. وبشكل عام يتجه المجرى الرئيسي لقري بيّن من الجنوب الغربي نحو الشمال الشرقي، حتى يلتقي مع المجرى الرئيسي لوادي خويش العطشان عند خط طول 47.212794 درجة شرقا ودائرة عرض 25.272329 درجة شمالا. ويبلغ طول مجراه الرئيسي من منبعه إلى أن يلتقي بالمجرى الرئيسي لوادي خويش العطشان حوالي 13كم. ويظهر من صور قوقل ماب والخريطة الطبوغرافية أن حوض قري بيّن يتكون من أرض تكثر فيها التلال، وأن روافده قصيرة، وتلتقي مجاري المياه في حوضه بزوايا حادة معطية بذلك نمطا شجريا، ويتضح من الصور أيضا أن الانحناءات والتعرجات في المجرى الرئيسي للوادي قليلة وخفيفة. كما أن الصور تبين وجود أشجار في مجري المياه، ولكنها متباعدة في أغلب الأماكن.